# Liste der Kulturdenkmäler in Stromberg (Hunsrück)
In der Liste der Kulturdenkmäler in Stromberg sind alle Kulturdenkmäler der rheinland-pfälzischen Stadt Stromberg aufgeführt. Grundlage ist die Denkmalliste des Landes Rheinland-Pfalz (Stand: 2. August 2023).

## Denkmalzonen
| Bezeichnung           | Lage                                                                                      | Baujahr                 | Beschreibung                                                                           | Bild                           |
| --------------------- | ----------------------------------------------------------------------------------------- | ----------------------- | -------------------------------------------------------------------------------------- | ------------------------------ |
| Denkmalzone Stadtkern | Römerstraße 1–5, Marktplatz 1–8, Staatsstraße 1–7, Im Zwengel 1, 3, Talstraße 1, 2–6 Lage | 18. und 19. Jahrhundert | weitgehend geschlossene historische Bausubstanz des 18. und 19. Jahrhunderts           | Fotos hochladen                |
| Denkmalzone Stromburg | Schloßberg 1 Lage                                                                         | vor 1056                | auch Fustenburg; 1056 erwähnt, 1116 und 1689 zerstört, in Teilen moderner Wiederaufbau | weitere Bilder Fotos hochladen |

## Einzeldenkmäler
| Bezeichnung                       | Lage                                     | Baujahr                              | Beschreibung | Bild                           |
| --------------------------------- | ---------------------------------------- | ------------------------------------ | --- | ------------------------------ |
| Alten- und Pflegeheim St. Josef   | Binger Straße 1 Lage                     | 1883                                 | ehemaliges Frauenkloster und Krankenhaus St. Joseph mit Kapelle; dreigeschossiger neugotischer Backsteinbau, 1883                                                                                     | weitere Bilder Fotos hochladen |
| Verwaltungsgebäude                | Binger Straße 3/3a Lage                  | spätes 19. Jahrhundert               | ehemaliges evangelisches Pfarrhaus; gotisierender Bruchsteinbau, spätes 19. Jahrhundert, zugehörig eingeschossiger Wirtschaftstrakt in Bruchstein                                                     | weitere Bilder Fotos hochladen |
| Museum                            | Gerbereistraße 20 Lage                   | 1788                                 | spätbarockes Wohnhaus, bezeichnet 1788 | weitere Bilder Fotos hochladen |
| Wohnhaus                          | Im Zwengel 3 Lage                        | 1863                                 | klassizistisches Fachwerkhaus, bezeichnet 1863 | weitere Bilder Fotos hochladen |
| Evangelische Pfarrkirche          | Kirchgasse 5 Lage                        | 1725                                 | barocker Saalbau, 1725, Westturm 1877 mit Wappenstein, 1487 | weitere Bilder Fotos hochladen |
| Wohnhaus                          | Kreuznacher Straße 1 Lage                | 1726                                 | ehemalige Gerberei; barocker Fachwerkbau, bezeichnet 1726 | weitere Bilder Fotos hochladen |
| Bannmühle                         | Kreuznacher Straße 12 Lage               | um 1850                              | spätklassizistischer Bruchsteinbau, wohl um 1850 | weitere Bilder Fotos hochladen |
| Brunnenfigur                      | Marktplatz Lage                          | 1780                                 | Brunnenfigur des heiligen Jakobus; spätbarock, 1780 (Original im Heimatmuseum) | weitere Bilder Fotos hochladen |
| Wohnhaus                          | Marktplatz 6 Lage                        | 1787                                 | spätbarockes Fachwerkhaus, verputzt, bezeichnet 1787 | weitere Bilder Fotos hochladen |
| Wohn- und Geschäftshaus           | Marktplatz 7 Lage                        | 1734                                 | dreigeschossiger spätbarocker Fachwerkbau, teilweise massiv oder verschiefert, bezeichnet 1734 | weitere Bilder Fotos hochladen |
| Wohn- und Geschäftshaus           | Marktstraße 1 Lage                       | Ende des 18. Jahrhunderts            | spätbarockes Wohn- und Geschäftshaus, Ende des 18. Jahrhunderts | weitere Bilder Fotos hochladen |
| Wohnhaus                          | Marktstraße 3 Lage                       | 1793                                 | stattliches frühklassizistisches Wohnhaus, bezeichnet 1793 | weitere Bilder Fotos hochladen |
| Wohn- und Geschäftshaus           | Marktstraße 5 Lage                       | um 1800                              | klassizistischer Krüppelwalmdachbau, Fachwerk, verputzt, um 1800 | weitere Bilder Fotos hochladen |
| Wohn- und Geschäftshaus           | Marktstraße 6 Lage                       | Ende des 18. Jahrhunderts            | dreigeschossiger klassizistischer Walmdachbau, Ende des 18. Jahrhunderts | weitere Bilder Fotos hochladen |
| Kriegerdenkmal                    | Rathausstraße Lage                       | 1889                                 | Kriegerdenkmal 1870/71, Tuffstein-Obelisk, 1889 | Fotos hochladen                |
| Katholisches Pfarrhaus            | Rathausstraße 3 Lage                     | 1931                                 | Walmdachbau, halbrunder Standerker, bezeichnet 1931 | weitere Bilder Fotos hochladen |
| Wohn- und Geschäftshaus           | Römerstraße 1 Lage                       | 1788                                 | spätbarocker Krüppelwalmdachbau, bezeichnet 1788 | weitere Bilder Fotos hochladen |
| Wohnhaus                          | Römerstraße 3/4 Lage                     | 18. oder Anfang des 19. Jahrhunderts | Fachwerkhaus, 18. oder Anfang des 19. Jahrhunderts | weitere Bilder Fotos hochladen |
| Wohnhaus                          | Römerstraße 5 Lage                       | erste Hälfte des 18. Jahrhunderts    | barockes Fachwerkhaus, teilweise massiv, erste Hälfte des 18. Jahrhunderts | weitere Bilder Fotos hochladen |
| Wohnhaus                          | Schloßstraße 6 Lage                      | 17. Jahrhundert                      | dreigeschossiges barockes Fachwerkhaus, verputzt, wohl aus dem 17. Jahrhundert | weitere Bilder Fotos hochladen |
| Wohnhaus                          | Schloßstraße 8 Lage                      | 17. Jahrhundert                      | barockes Fachwerkhaus, verputzt, wohl aus dem 17. Jahrhundert | weitere Bilder Fotos hochladen |
| Wohnhaus                          | Schloßstraße 10 Lage                     | 17. Jahrhundert                      | barockes Fachwerkhaus, 17. Jahrhundert | weitere Bilder Fotos hochladen |
| Wohnhaus                          | Schloßstraße 11 Lage                     | 18. oder Anfang des 19. Jahrhunderts | eingeschossiges Fachwerkhaus, 18. oder Anfang des 19. Jahrhunderts | weitere Bilder Fotos hochladen |
| Brücke                            | Staatsstraße Lage                        | 19. Jahrhundert                      | Brücke über den Guldenbach; doppelbogige Quaderkonstruktion, 19. Jahrhundert | BW                             |
| Posthalterei                      | Staatsstraße 5 Lage                      | um 1700                              | Fachwerkbau, teilweise massiv, im Kern wohl um 1700, Rokoko-Türblatt bezeichnet 1788 | weitere Bilder Fotos hochladen |
| Wohnhäuser                        | Staatsstraße 7 Lage                      | 18. und Anfang des 19. Jahrhunderts  | Gruppe zweier Fachwerkhäuser, größtenteils verputzt, 18. und Anfang des 19. Jahrhunderts | Fotos hochladen                |
| Katholische Pfarrkirche St. Jakob | Staatsstraße 9 Lage                      | 1863                                 | neugotische Hallenkirche, Bruchstein, 1863, Dombaumeister Vincenz Statz, Köln | weitere Bilder Fotos hochladen |
| Zehntscheune                      | Talstraße 1 Lage                         |                                      | Erdgeschossmauern der Zehntscheune; östliche Giebelwand zugleich Rest der Westwand des Schlangenturms der mittelalterlichen Stadtbefestigung; daneben Rest der Stadtmauer, 13. Jahrhundert und später | Fotos hochladen                |
| Wohnhaus                          | Talstraße 16 Lage                        | um 1700                              | barockes Fachwerkhaus, um 1700 | weitere Bilder Fotos hochladen |
| Wohnhaus                          | Talstraße 17 Lage                        | 1608                                 | Renaissance-Fachwerkhaus, 1608 (dendrodatiert) | weitere Bilder Fotos hochladen |
| Wohnhaus                          | Talstraße 20 Lage                        | 17. Jahrhundert                      | barockes Fachwerkhaus, teilweise massiv, im Kern wohl aus dem 17. Jahrhundert | weitere Bilder Fotos hochladen |
| Kurhaus                           | Von-Gauvain-Straße 7 Lage                | 1914–21                              | ursprünglich Erholungsheim des Provinzial-Lehrerverbandes der Rheinprovinz, später DRK-Kurheim; fünfgeschossiger Mansardwalmdachbau, Heimatstil neuklassizistischer Prägung, 1914–1921                | weitere Bilder Fotos hochladen |
| Verwaltungsgebäude                | Warmsrother Grund 2 Lage                 | 1900                                 | ehemaliges Amtsgericht; dreigeschossiger gotisierender Hausteinbau, teilweise verschiefertes Fachwerk, 1900                                                                                           | weitere Bilder Fotos hochladen |
| Burgruine Pfarrköpfchen           | nordöstlich der Stadt an der L 214 Lage  | 11. oder 12. Jahrhundert             | wohl aus dem 11. oder 12. Jahrhundert; ergrabene Mauerreste, darunter romanische Kapelle | Fotos hochladen                |
| Kirchenruine                      | südlich der Stadt Lage                   |                                      | ehemalige Kirche des Dorfes Schindelberg; mittelalterlicher Grundmauerreste | BW                             |
| Weinbergshaus                     | südöstlich der Stadt über der L 242 Lage | Ende des 19. Jahrhunderts            | gründerzeitlicher Backsteinbau, Ende des 19. Jahrhunderts | BW                             |